# 立冬
- 立春
- 雨水
- 啓蟄
- 春分
- 清明
- 穀雨
- 立夏
- 小満
- 芒種
- 夏至
- 小暑
- 大暑
- 立秋
- 処暑
- 白露
- 秋分
- 寒露
- 霜降
- 立冬
- 小雪
- 大雪
- 冬至
- 小寒
- 大寒

立冬（りっとう）は、二十四節気の第19。十月節（旧暦9月後半から10月前半）。
現在広まっている定気法では太陽黄経が225度のときで11月7日ごろ。恒気法では冬至から7/8年（約319.59日）後で11月6日ごろ。暦ではそれが起こる日だが、天文学ではその瞬間とする。
期間としての意味もあり、この日から、次の節気である小雪前日までである。

## 季節
秋が極まり冬の気配が立ち始める日。『暦便覧』では、「冬の気立ち始めて、いよいよ冷ゆれば也」と説明している。言い換えれば秋の極みといえ、実際多くの地域(北日本を除く)ではまだ秋らしい気配で紅葉の見時はまだ。
秋分と冬至の中間で、昼夜の長短を基準に季節を区分する場合、この日から立春の前日までが冬となる。

## 日付
定気法による立冬の瞬間（世界時、UT）と、日本・中国での立冬日の日付は表のとおり。日本における時刻はこの表の9時間後、中国では8時間後となり、世界時15時台の2国の日付は異なる。

| 年     | 日時 (UT)    | 日本    | 中国    |
| ------ | ------------ | ------- | ------- |
| 1966年 | 11月7日20:55 | 11月8日 | 11月8日 |
| 1967年 | 11月8日02:37 | 11月8日 | 11月8日 |
| 1968年 | 11月7日08:29 | 11月7日 | 11月7日 |
| 1969年 | 11月7日14:11 | 11月7日 | 11月7日 |
| 1970年 | 11月7日19:58 | 11月8日 | 11月8日 |
| 1971年 | 11月8日01:57 | 11月8日 | 11月8日 |
| 1972年 | 11月7日07:39 | 11月7日 | 11月7日 |
| 1973年 | 11月7日13:28 | 11月7日 | 11月7日 |
| 1974年 | 11月7日19:18 | 11月8日 | 11月8日 |
| 1975年 | 11月8日01:03 | 11月8日 | 11月8日 |
| 1976年 | 11月7日06:59 | 11月7日 | 11月7日 |
| 1977年 | 11月7日12:46 | 11月7日 | 11月7日 |
| 1978年 | 11月7日18:34 | 11月8日 | 11月8日 |
| 1979年 | 11月8日00:33 | 11月8日 | 11月8日 |
| 1980年 | 11月7日06:18 | 11月7日 | 11月7日 |
| 1981年 | 11月7日12:09 | 11月7日 | 11月7日 |
| 1982年 | 11月7日18:04 | 11月8日 | 11月8日 |
| 1983年 | 11月7日23:52 | 11月8日 | 11月8日 |
| 1984年 | 11月7日05:46 | 11月7日 | 11月7日 |
| 1985年 | 11月7日11:29 | 11月7日 | 11月7日 |
| 1986年 | 11月7日17:13 | 11月8日 | 11月8日 |
| 1987年 | 11月7日23:06 | 11月8日 | 11月8日 |
| 1988年 | 11月7日04:49 | 11月7日 | 11月7日 |
| 1989年 | 11月7日10:34 | 11月7日 | 11月7日 |
| 1990年 | 11月7日16:23 | 11月8日 | 11月8日 |
| 1991年 | 11月7日22:08 | 11月8日 | 11月8日 |
| 1992年 | 11月7日03:57 | 11月7日 | 11月7日 |
| 1993年 | 11月7日09:46 | 11月7日 | 11月7日 |
| 1994年 | 11月7日15:36 | 11月8日 | 11月7日 |
| 1995年 | 11月7日21:36 | 11月8日 | 11月8日 |
| 1996年 | 11月7日03:27 | 11月7日 | 11月7日 |
| 1997年 | 11月7日09:15 | 11月7日 | 11月7日 |
| 1998年 | 11月7日15:08 | 11月8日 | 11月7日 |
| 1999年 | 11月7日20:58 | 11月8日 | 11月8日 |
| 2000年 | 11月7日02:48 | 11月7日 | 11月7日 |
| 2001年 | 11月7日08:37 | 11月7日 | 11月7日 |
| 2002年 | 11月7日14:22 | 11月7日 | 11月7日 |
| 2003年 | 11月7日20:13 | 11月8日 | 11月8日 |
| 2004年 | 11月7日01:59 | 11月7日 | 11月7日 |
| 2005年 | 11月7日07:42 | 11月7日 | 11月7日 |
| 2006年 | 11月7日13:35 | 11月7日 | 11月7日 |
| 2007年 | 11月7日19:24 | 11月8日 | 11月8日 |
| 2008年 | 11月7日01:11 | 11月7日 | 11月7日 |
| 2009年 | 11月7日06:56 | 11月7日 | 11月7日 |
| 2010年 | 11月7日12:42 | 11月7日 | 11月7日 |
| 2011年 | 11月7日18:35 | 11月8日 | 11月8日 |
| 2012年 | 11月7日00:26 | 11月7日 | 11月7日 |
| 2013年 | 11月7日06:14 | 11月7日 | 11月7日 |
| 2014年 | 11月7日12:07 | 11月7日 | 11月7日 |
| 2015年 | 11月7日17:59 | 11月8日 | 11月8日 |
| 2016年 | 11月6日23:48 | 11月7日 | 11月7日 |
| 2017年 | 11月7日05:38 | 11月7日 | 11月7日 |
| 2018年 | 11月7日11:32 | 11月7日 | 11月7日 |
| 2019年 | 11月7日17:24 | 11月8日 | 11月8日 |
| 2020年 | 11月6日23:14 | 11月7日 | 11月7日 |
| 2021年 | 11月7日04:59 | 11月7日 | 11月7日 |
| 2022年 | 11月7日10:45 | 11月7日 | 11月7日 |
| 2023年 | 11月7日16:35 | 11月8日 | 11月8日 |
| 2024年 | 11月6日22:20 | 11月7日 | 11月7日 |
| 2025年 | 11月7日04:04 | 11月7日 | 11月7日 |
| 2026年 | 11月7日09:51 | 11月7日 | 11月7日 |
| 2027年 | 11月7日15:38 | 11月8日 | 11月7日 |
| 2028年 | 11月6日21:26 | 11月7日 | 11月7日 |
| 2029年 | 11月7日03:16 | 11月7日 | 11月7日 |
| 2030年 | 11月7日09:07 | 11月7日 | 11月7日 |
| 2031年 | 11月7日15:04 | 11月8日 | 11月7日 |
| 2032年 | 11月6日20:53 | 11月7日 | 11月7日 |
| 2033年 | 11月7日02:40 | 11月7日 | 11月7日 |
| 2034年 | 11月7日08:32 | 11月7日 | 11月7日 |
| 2035年 | 11月7日14:22 | 11月7日 | 11月7日 |
| 2036年 | 11月6日20:13 | 11月7日 | 11月7日 |
| 2037年 | 11月7日02:03 | 11月7日 | 11月7日 |
| 2038年 | 11月7日07:49 | 11月7日 | 11月7日 |
| 2039年 | 11月7日13:41 | 11月7日 | 11月7日 |
| 2040年 | 11月6日19:28 | 11月7日 | 11月7日 |
| 2041年 | 11月7日01:12 | 11月7日 | 11月7日 |
| 2042年 | 11月7日07:06 | 11月7日 | 11月7日 |
| 2043年 | 11月7日12:54 | 11月7日 | 11月7日 |
| 2044年 | 11月6日18:40 | 11月7日 | 11月7日 |
| 2045年 | 11月7日00:28 | 11月7日 | 11月7日 |
| 2046年 | 11月7日06:13 | 11月7日 | 11月7日 |
| 2047年 | 11月7日12:06 | 11月7日 | 11月7日 |
| 2048年 | 11月6日17:55 | 11月7日 | 11月7日 |
| 2049年 | 11月6日23:37 | 11月7日 | 11月7日 |
| 2050年 | 11月7日05:32 | 11月7日 | 11月7日 |
| 2051年 | 11月7日11:21 | 11月7日 | 11月7日 |
| 2052年 | 11月6日17:08 | 11月7日 | 11月7日 |
| 2053年 | 11月6日23:05 | 11月7日 | 11月7日 |
| 2054年 | 11月7日04:55 | 11月7日 | 11月7日 |
| 2055年 | 11月7日10:51 | 11月7日 | 11月7日 |
| 2056年 | 11月6日16:42 | 11月7日 | 11月7日 |
| 2057年 | 11月6日22:21 | 11月7日 | 11月7日 |
| 2058年 | 11月7日04:16 | 11月7日 | 11月7日 |
| 2059年 | 11月7日10:04 | 11月7日 | 11月7日 |
| 2060年 | 11月6日15:47 | 11月7日 | 11月6日 |

### グレゴリオ暦
グレゴリオ暦による1582年から2499年までの日本の立冬は表のとおり。
2025年の立冬は11月7日。
365日からの超過分が毎年蓄積し、4年に一度閏年でリセットされる様子がわかる（立冬は閏日の挿入される2月末日より後のため、4で割り切れる年が先頭）。
殆ど11月7日か11月8日。
1668年～1696年、2068年～2096年には400年の間隔をおいて11月6日が出現する（2064年、2097年が日の境界に近いため、不確かさが残る）。
| 年              | 年を4で割った余り | 年を4で割った余り | 年を4で割った余り | 年を4で割った余り | 確定困難な（日を跨ぐ）年 |
| 年              | 0                 | 1                 | 2                 | 3                 | 真夜中の前後10分         |
| --------------- | ----------------- | ----------------- | ----------------- | ----------------- | ------------------------ |
| 1582年 - 1595年 | 7日               | 7日               | 8日               | 8日               |                          |
| 1596年 - 1631年 | 7日               | 7日               | 7日               | 8日               | 1631(7-8日)              |
| 1632年 - 1667年 | 7日               | 7日               | 7日               | 7日               |                          |
| 1668年 - 1699年 | 6日               | 7日               | 7日               | 7日               |                          |
| 1700年 - 1731年 | 7日               | 7日               | 8日               | 8日               |                          |
| 1732年 - 1763年 | 7日               | 7日               | 7日               | 8日               |                          |
| 1764年 - 1799年 | 7日               | 7日               | 7日               | 7日               |                          |
| 1800年 - 1831年 | 7日               | 8日               | 8日               | 8日               | 1800(7-8日)              |
| 1832年 - 1863年 | 7日               | 7日               | 8日               | 8日               | 1833(7-8日)              |
| 1864年 - 1895年 | 7日               | 7日               | 7日               | 8日               | 1866(7-8日)              |
| 1896年 - 1899年 | 7日               | 7日               | 7日               | 7日               |                          |
| 1900年 - 1931年 | 8日               | 8日               | 8日               | 8日               |                          |
| 1932年 - 1967年 | 7日               | 8日               | 8日               | 8日               | 1965(7-8日)              |
| 1968年 - 1999年 | 7日               | 7日               | 8日               | 8日               | 1998(7-8日)              |
| 2000年 - 2031年 | 7日               | 7日               | 7日               | 8日               | 2031(7-8日)              |
| 2032年 - 2067年 | 7日               | 7日               | 7日               | 7日               | 2064(6-7日)              |
| 2068年 - 2099年 | 6日               | 7日               | 7日               | 7日               | 2097(6-7日)              |
| 2100年 - 2131年 | 7日               | 7日               | 8日               | 8日               | 2130(7-8日)              |
| 2132年 - 2163年 | 7日               | 7日               | 7日               | 8日               | 2163(7-8日)              |
| 2164年 - 2195年 | 7日               | 7日               | 7日               | 7日               |                          |
| 2196年 - 2199年 | 6日               | 7日               | 7日               | 7日               |                          |
| 2200年 - 2227年 | 7日               | 8日               | 8日               | 8日               |                          |
| 2228年 - 2263年 | 7日               | 7日               | 8日               | 8日               | 2229(7-8日), 2262(7-8日) |
| 2264年 - 2291年 | 7日               | 7日               | 7日               | 8日               |                          |
| 2292年 - 2299年 | 7日               | 7日               | 7日               | 7日               | 2295(7-8日)              |
| 2300年 - 2327年 | 8日               | 8日               | 8日               | 8日               |                          |
| 2328年 - 2359年 | 7日               | 8日               | 8日               | 8日               |                          |
| 2360年 - 2391年 | 7日               | 7日               | 8日               | 8日               |                          |
| 2392年 - 2423年 | 7日               | 7日               | 7日               | 8日               |                          |
| 2424年 - 2459年 | 7日               | 7日               | 7日               | 7日               | 2456(6-7日)              |
| 2460年 - 2491年 | 6日               | 7日               | 7日               | 7日               |                          |
| 2492年 - 2499年 | 6日               | 6日               | 7日               | 7日               |                          |

## 七十二候
立冬の期間の七十二候は以下のとおり。
初候
山茶始開（つばき はじめて ひらく） : 山茶花が咲き始める（日本）
水始氷（みず はじめて こおる） : 水が凍り始める（中国）
次候
地始凍（ち はじめて こおる） : 大地が凍り始める（日本・中国）
末候
金盞香（きんせんか さく） : 水仙の花が咲く（日本）
雉入大水為蜃（きじ たいすいにいり おおはまぐりと なる） : 雉が海に入って大蛤になる（中国）

## 前後の節気
霜降 → 立冬 → 小雪

## 記念日
- 1985年に全国米菓工業組合が立冬を「あられ・おせんべいの日」として制定している。
- 2016年に森永製菓が立冬を「ココアの日」として制定、日本記念日協会に登録されている[7]。